# Quercus yongchunana
Quercus yongchunana là một loài thực vật có hoa trong họ Cử. Loài này được Z.K.Zhou miêu tả khoa học đầu tiên năm 1998.